# 데빌맨 (영화)
데빌맨(デビルマン, Devilman)은 일본에서 제작된 나스 히로유키 감독의 2004년 액션, 판타지, 공포, 스릴러 영화이다. 이자키 히사토 등이 주연으로 출연하였다.

## 출연

### 주연
- 이자키 히사토
- 사카이 아야나

### 조연
- 아키 요코
- 토미나가 아이
- 이자키 유스케
- 시부야 아스카
- 우자키 류도
- 밥 샙
- 마츠모토 히로유키

## 제작진
- 원작자: 나가이 고